# Lassicourt
Lassicourt é uma comuna francesa na região administrativa de Grande Leste, no departamento de Aube. Estende-se por uma área de 7,73 km². Em 2010 a comuna tinha 61 habitantes (densidade: 7,9 hab./km²).